# Hybrid Theory EP
A Hybrid Theory EP egy EP a Linkin Parktól, amelyet 1999 májusában vettek fel és adtak ki. Ez előtt az album előtt a zenekarnak csak az 1996-ban kiadott Xero című demóanyaga volt rögzítve.

## Az EP-ről
Ebben az időben a zenekar neve "Hybrid Theory" volt (előtte pedig "Xero"; a zenekar 1999 végén amikor Chester Bennington leváltotta Mark Wakefield-et akkor cserélték le a nevét "Hybrid Theory"-ra).
Csak 100 darabot készítettek ezeket pedig kiadóknak küldték el, közöttük a Warner Bros. Records-nak. A maradékot pedig elküldték a Linkin Park újonnan alakított utcai csapatának.
2001. november 19-én elindították a Linkin Park Underground-ot, a Linkin Park egyedüli rajongói klubját. Az első rajongói csomagban benne volt feljavított verziója a Hybrid Theory EP-nek, kis füzetecskével, és egy jegyzettel a zenekartól. Az első 500 CD-t mind a 6 bandatag aláírta.
A Hybrid Theory EP-ért akár több száz dollárt is elkérhetnek manapság. Jelenleg csak 2 mód van az EP beszerzésére: meg lehet vásárolni az eBay-en, vagy részt kell venni az LPU versenyein ahol egy EP a győztes nyereménye. Az LPU lemezei azonban nem eredetiek. A különbségek az LPU újrakiadása és az eredeti között a következőek:
- Az eredeti lemez tokjának a hátulján a 'Produced by' (Rendezte) a Hybrid Theory volt írva (a zenekar ekkori neve); az újrakiadásban ide Mike Shinoda volt írva.
- A rajzok mások, közöttük a szöveges kiskönyv is, mert az eredeti hátuljára ez volt írva: "After eight months, she was sure of one thing: that the baby's future would be determined by the convergence of its divided past."; az újrakiadáson ez nincs rajta.
- A borító belső részén eredetileg a zenekar által írt megjegyzések voltak, közöttük Kyle Christener; az újrakiadásban pedig egy levél van és a rajz is eltér az eredetitől.
- Az újrakiadott EP-nek sötétebb a borítója, és a borító belső részén található kép jóval kékebb mint az eredetin lévő.

A rajzokat és a fényképeket Mike Shinoda és Joe Hahn készítette, aki a Linkin Park borítóit is tervezte, és a barátainak (Styles of Beyond) is készített borítókat.
A "Dedicated" című számon (ami ki lett vágva az EP-ről) Mike Shinoda szerepelt a Morning Show-n miközben Rakaa-val (Dilated Peoples) énekelt.
A meg nem nevezett instrumentális részt a "Part of Me"-n "Ambient"-nek vagy "Secret"-nek nevezi néhány rajongó. Ez a rész a "Session" egy korai változata lehet.

## Későbbi megjelenések
A "Dedicated" demót az EP alatt írták, de nem került fel rá. A szám a későbbi Linkin Park Underground V2.0-án jelent meg.
A "Step Up" rajta volt az "In the End, Part 2"-n és az In the End: Live & Rare-n. A koncertfelvétele a számnak rajta volt a "Somewhere I Belong" kislemezen. A "Step Up"-ból néhány elem fel lett használva a "Kyur4 th Ich"-en, ami a "Cure for the Itch" remixe és a Reanimation albumon jelent meg.
A "Part of Me" eleje és vége újra lett véve. A "Part of Me" instrumentális része rákerült a Meteora albumra "Session" címmel.
A "High Voltage" a Hybrid Theory újra fel lett véve. A dalszöveg át lett írva, és más lett a kórus is. Ez a "One Step Closer" kislemezre, az iTunes Store-ra, és a Hybrid Theory Japán és különleges kiadásaira, az "In the End" EP-re, és a "Frat Party at the Pankake Festival"-ra került rá. A koncertfelvétele ennek a számnak Londonban készült, és a második rajongói CD-re került rá. Ezenkívül van még egy remix verziója a számnak a "Reanimation"-ön. Ebben Pharoahe Monch és DJ Babu szerepel és Evidence remixelte.
A zenekar készített egy 9 számos demo CD miután kiadták az EP-t. Ezen újrafelvett verziói találhatók a "Carousel"-ről, a "Part of Me"-ről, az "And One"-ról, és a 6 számról amit később adtak ki a Hybrid Theory-n. Ezek a demók teljesen eltértek az EP-n lévőktől , kivéve az "And One"-t. Jeff Duran volt az első DJ az Egyesült Államokban aki lejátszotta a "Carousel"-t rádiócsatornán (KIXA 106.5).
Az "And One" és a "Step Up" az a két szám erről az EP-ről amit a zenekar a névváltoztatás után is játszott, ezenkívül az újrafelvett "High Voltage"-t a Hybrid Theory-ról is játszották koncerten.
2008-ban az "And One" és a "Part of Me" ki lett adva egy Best Buy exkluzív EP-n, a "Songs from the Underground"-on.

## Számlista
1. "Carousel"
2. "Technique" (Short)
3. "Step Up"
4. "And One"
5. "High Voltage"
6. "Part of Me" (rejtett instrumentális rész 9:58-nál)

- A "Carousel"-t, az "And One"-t, és a "Part of Me" Mudrock és Mike Shinoda mixelte és rendezte.
- A "Technique"-t, a "Step Up"-ot, a "High Voltage"-t és a "Part of Me" rejtett instrumentális részét Mike Shinoda mixelte és rendezte.
- A rajzokat Mike Shinoda készített.
- A borítót Mike Shinoda és Joe Hahn készítette.